# سيرغي كونيكوف
سيرغي كونيكوف (بالروسية: Коньков, Сергей Александрович)‏ هو لاعب هوكي الجليد روسي، ولد في 30 مايو 1982 في موسكو في روسيا.

## وصلات خارجية
- سيرغي كونيكوف على موقع دوري الهوكي للقارات (الإنجليزية)
- سيرغي كونيكوف على موقع EliteProspects.com (الإنجليزية)
- سيرغي كونيكوف على موقع Eurohockey.com (الإنجليزية)
- سيرغي كونيكوف على موقع HockeyDB.com (الإنجليزية)